# Родондо (острів)
Острів Родондо (англ. Rodondo Island) — безлюдний острів, заліснений в Бассовій протоці, є володінням Австралії. Складова частина регіону Тасманія, зокрема її північної групи островів Родондо. Знаходиться на межі між островом Тасманія та материковою частиною Австралії, навпроти мису Саут-Пойнт.

## Історія
Перша згадка про острів зафіксована в грудні 1800 році, коли лейтенант Джеймс Ґрант (James Grant) проходив поруч на своєму кораблі «Леді Нельсон» (Lady Nelson), в його першому морському поході до берегів Австралії. Свою назву він отримав на честь острова Редонда, що був відкритий на Карибах, адже по формі та особливостям він їм видавсядуже схожим.
Острови Родондо тривалий час ніким не відвідувалися, у зв'язку із важкодоступністю. Лише завдяки старанням експедиції Джона Бечервейза (John Béchervaise), австралійського письменника, фотографа, художника, історика-мандрівника, відбулися перші тривалі дослідження, особливо острова Родондо (на якому вони провели більше тижня часу).

## Географія
Гранітниq безлюдних острів в Бассовій протоці, яка розділяє Індійський океан з Тасмановим морем Тихого океану. Він входить до крайньої групи з числа островів, які становлять північно-східний архіпелаг («тасманійський міст»), який залишився після тектонічних впливів на перешийок, що з'єднував нинішні Тасманію та Австралію. Розташовуючись на межі між островом Тасманія та материковою частиною Австралії, це лише в 10 кілометрах від мису Саут-Пойнт, на півострові Вільсонс-Промонторі, яка є крайньою південною точкою материка.
По сусідству з островом можна помітити:
- на півночі  — мис Саут-Пойнт на півострові Вільсонс-Промонторі та острів Воттл (Wattle);
- на північному заході — острови Анзер, Канауна (від 10 км) та інші прибережні острівці та скали півострова Вільсонс-Промонторі;
- на сході — острови однойменної групи Східний Монко (до 10 км) та Західний Монко (до 13 км);
- на південному сході — острів однойменної групи Куртіс (до 30 км).

Клімат на острові можна охарактеризувати як морський субтропічний. Як і на півострові Вільсонс-Промонторі, острів перебуває під домінуючим впливом північно-східних вітрів, пасатів, однак, його низька висота не сприяє конденсації хмар, тому рівень опадів нижчий, ніж на півострові. На самому острові випадає менше 1000 мм опадів на рік, а температура повітря дещо вища, ніж на півострові, адже температура моря залишається теплою цілий рік.

## Флора і фауна
Завдячуючи своїй висоті, острів набув чималу фауну та флору (вітрам й морським хвилям не вдалося "розполірувати" високу кам'янисту глибу): вся центральна зона заліснена. Понад 80% острова вкрита рослинністю, зокрема, чагарниками та деревами.